# 蒙化州
蒙化州，元朝时设置的州。
至正二十年（1360年）降蒙化路置，治所即今云南省巍山彝族回族自治县。明朝正统十三年（1448年），升为蒙化府。 